# Marcabru

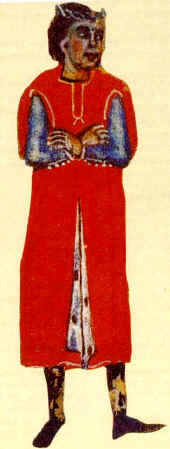
Marcabru

Marcabru – trubadur działający w latach 1130–1150.
Najprawdopodobniej sierota niskiego pochodzenia, działał pod patronatem arystokracji prowansalskiej. Zyskał popularność dzięki swoim moralizującym pieśniom (poezja prowansalska), z których wiele odnosi się do sposobu życia jego protektorów. Spośród ponad 40 zachowanych utworów jedynie do czterech zachowała się oryginalna muzyka. Marcabru jest autorem najstarszych zachowanych pastoreli.